# Ingeborg Hunzinger

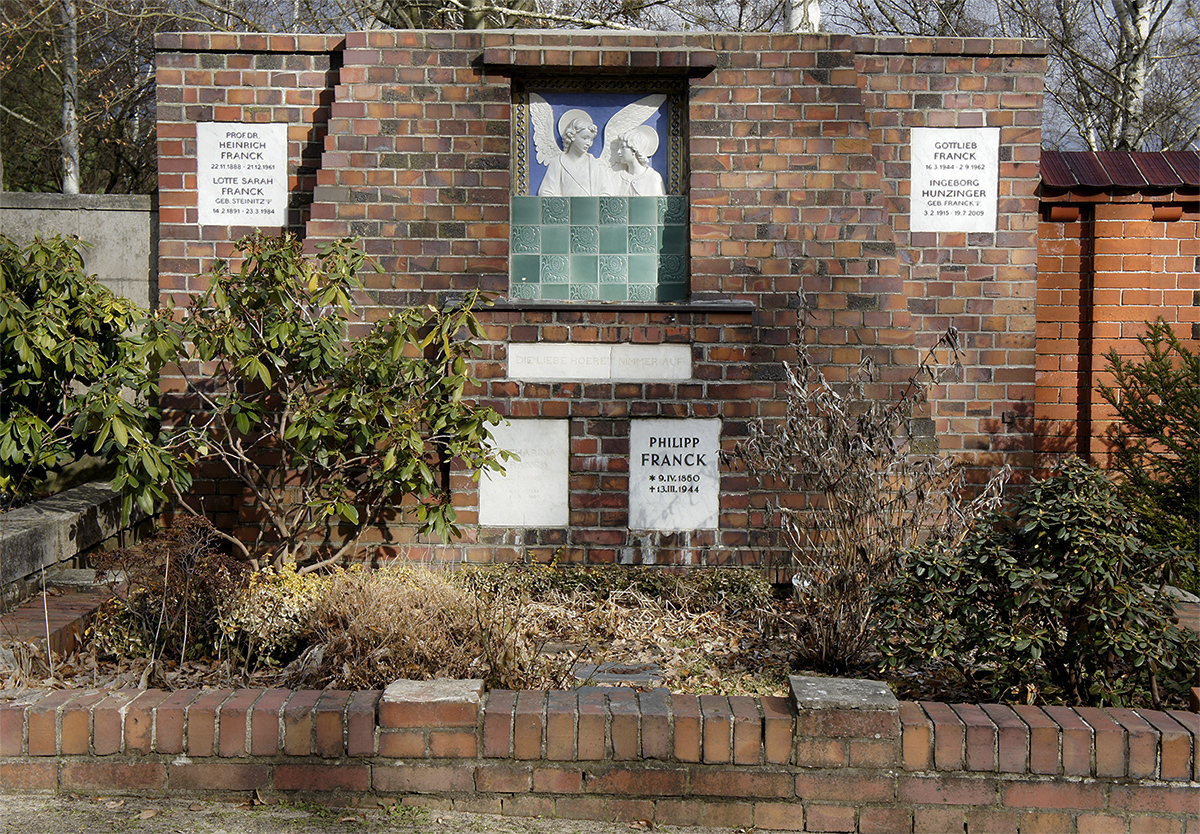
Ingeborg Hunzinger szobrász sírja a családi sírban Franck, Alter Friedhof Wannsee, Berlin

Ingeborg Hunzinger (Berlin, 1915. február 3. – Berlin, 2009. július 19.) német szobrász és egyetemi tanár. Ő és édesanyja is zsidók voltak. 1932-ben belépett a német kommunista pártba. 1935-től nűvészeti tanulmányokat folytatott Berlin-Charlottenburgban, 1938-39-ben mestere Ludwig Kasper volt. Amikor 1939-ben megtiltották, hogy tanulmányait folytassa, kivándorolt Olaszországba.

## Szobor galéria

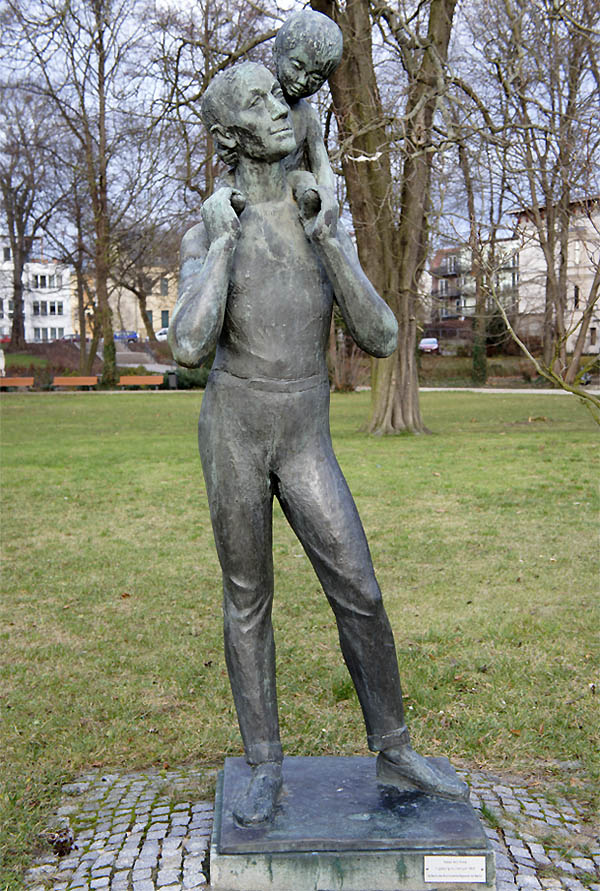
Vater und Kind, 1958, Müggelpark Berlin-Friedrichshagen
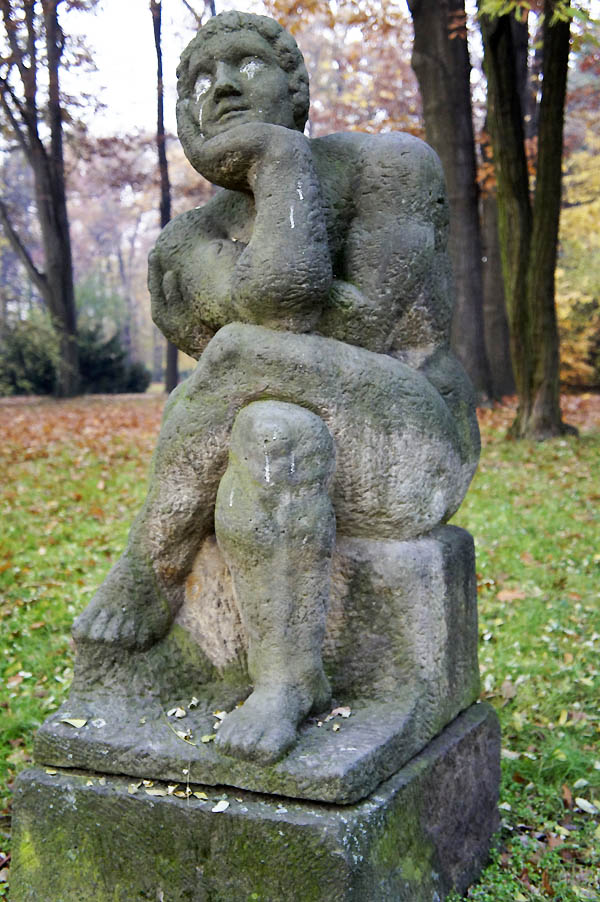
Die Sinnende, 1980, Schlosspark Biesdorf Berlin-Marzahn
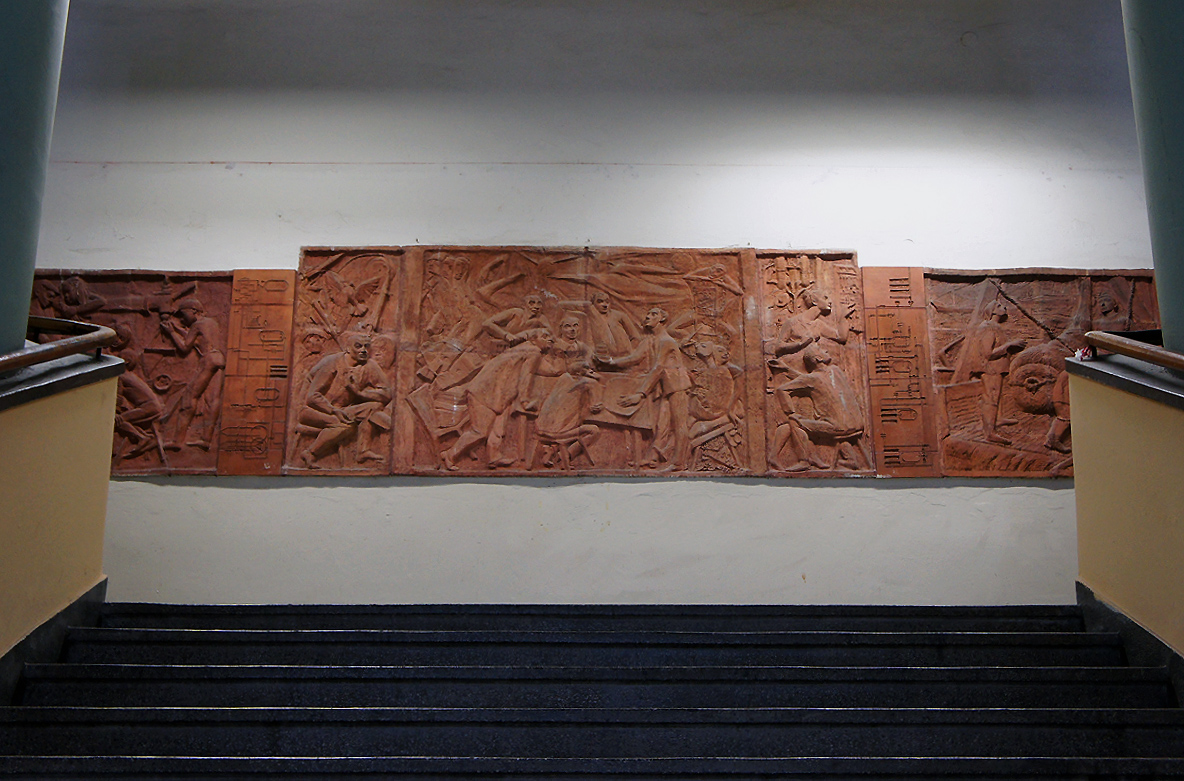
Tugenden und Laster des Sozialismus, 1966, Funkwerk Berlin-Köpenick
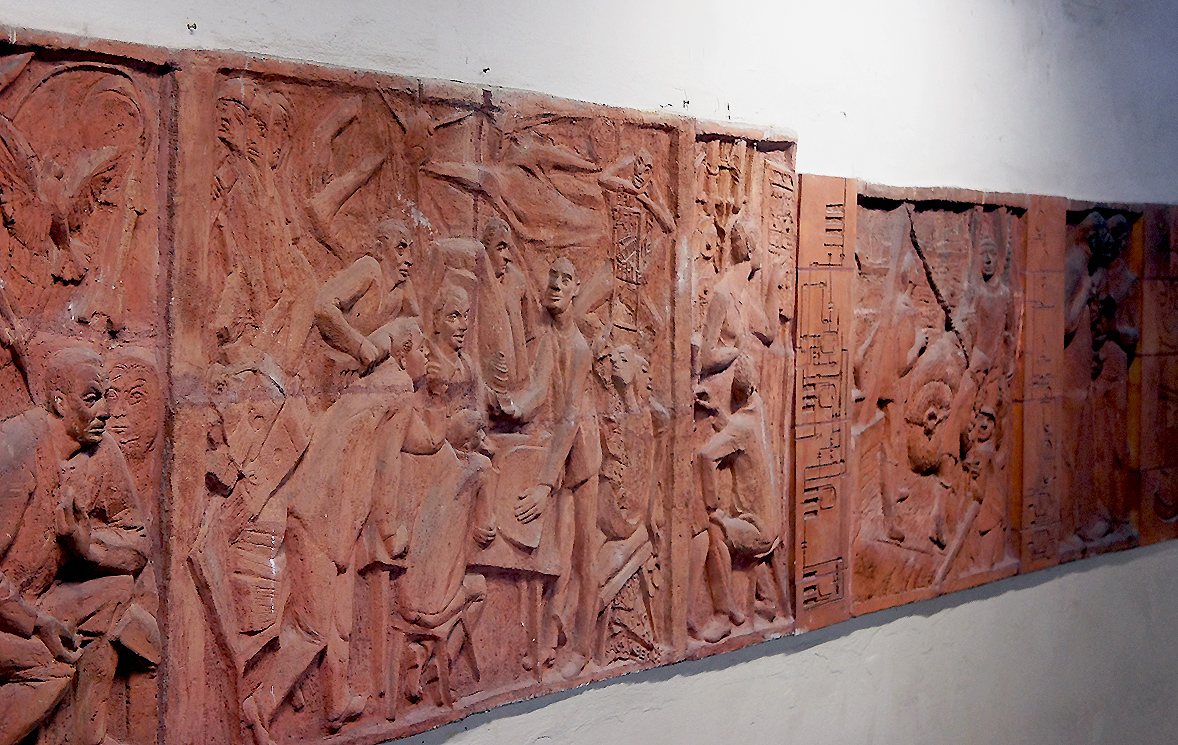
Tugenden und Laster des Sozialismus, 1966, Funkwerk Berlin-Köpenick
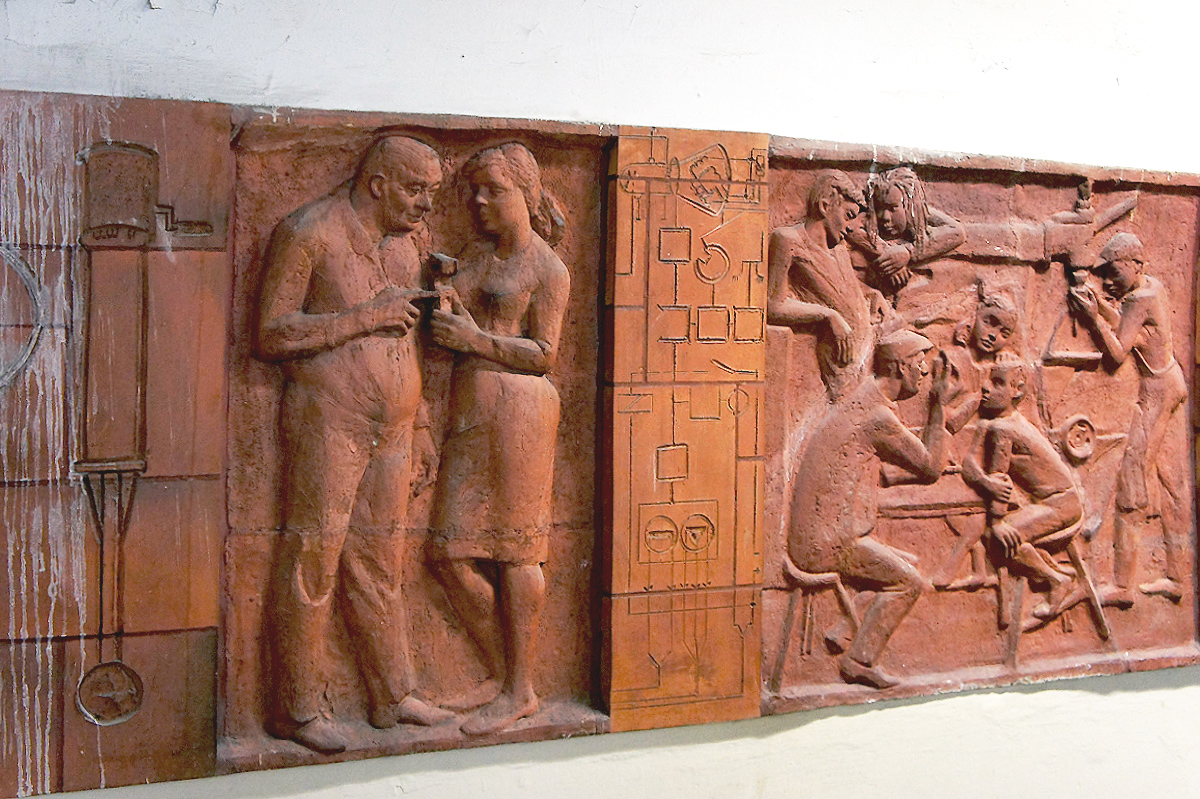
Tugenden und Laster des Sozialismus, 1966, Funkwerk Berlin-Köpenick
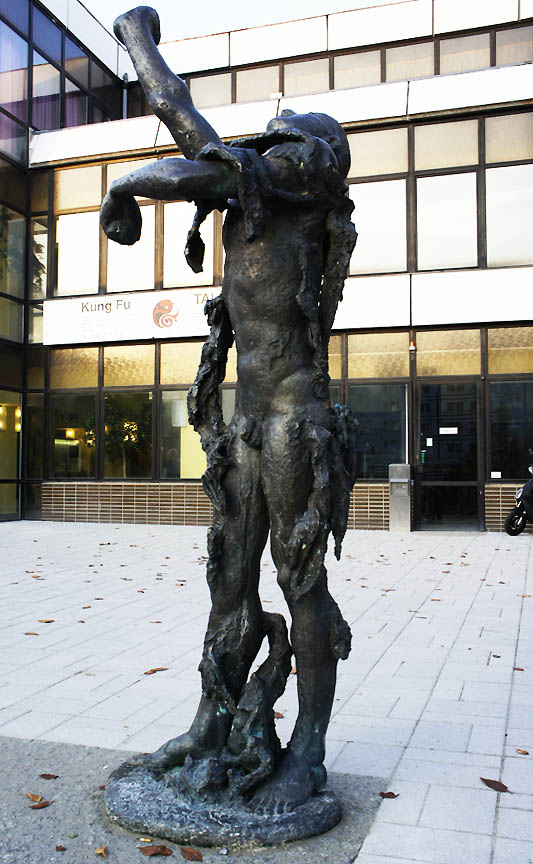
Sich Befreiender, 1991, Marzahner Promenade Berlin-Marzahn
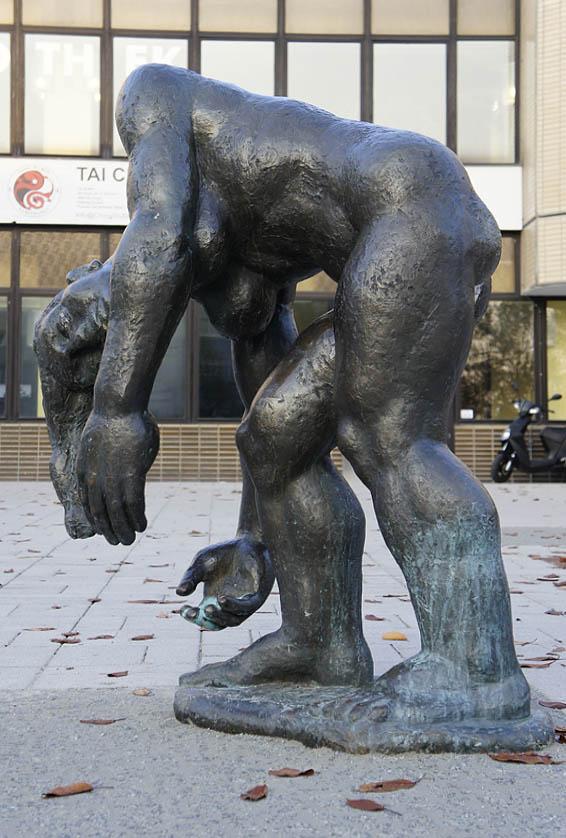
Sich Aufrichtende, 1987, Marzahner Promenade Berlin-Marzahn
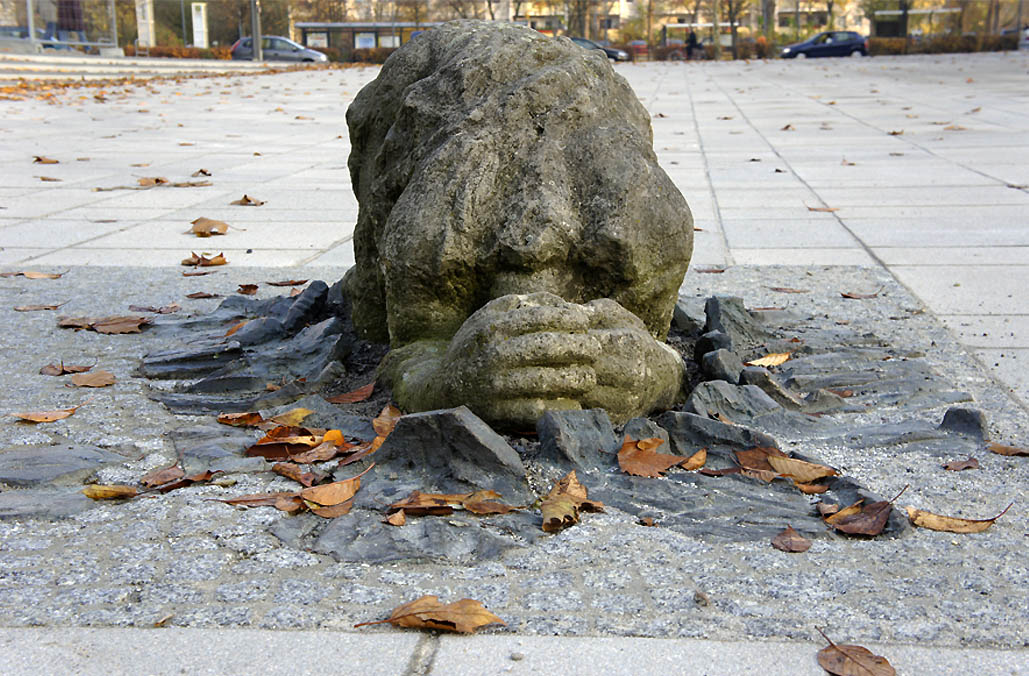
Die Geschlagene, 1985, Marzahner Promenade Berlin-Marzahn
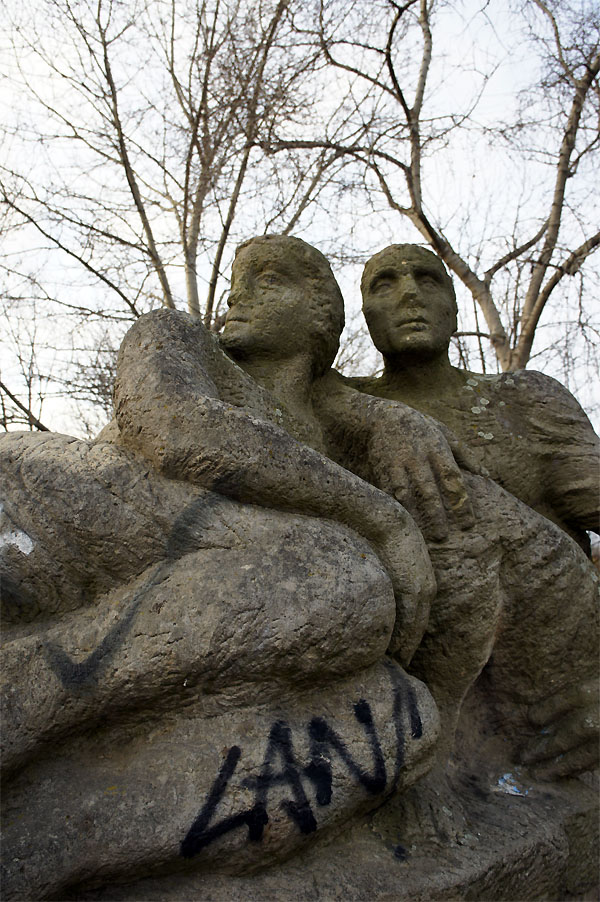
Paar-Alter (Detail), 1987, Schragenfeldstraße Berlin-Marzahn
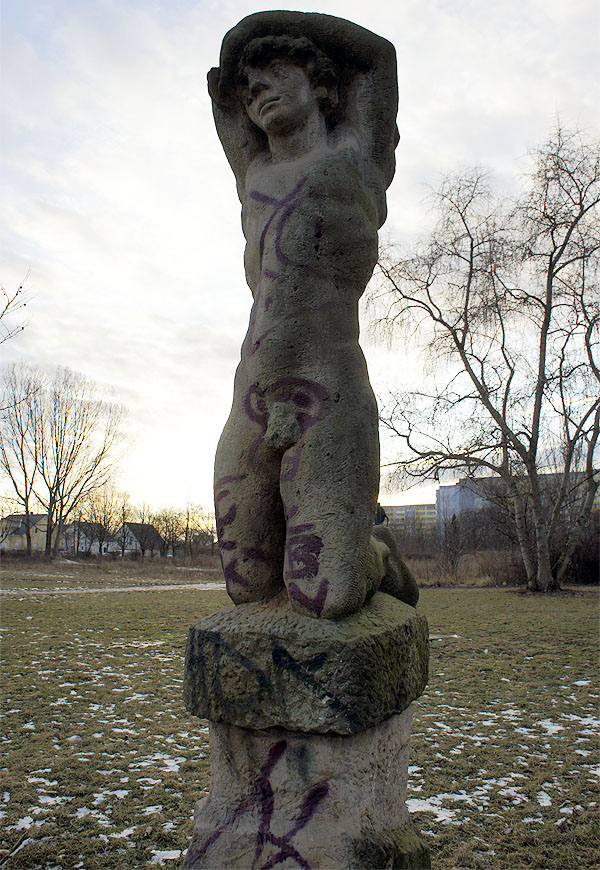
Der Jüngling, 1987, Schragenfeldstraße Berlin-Marzahn
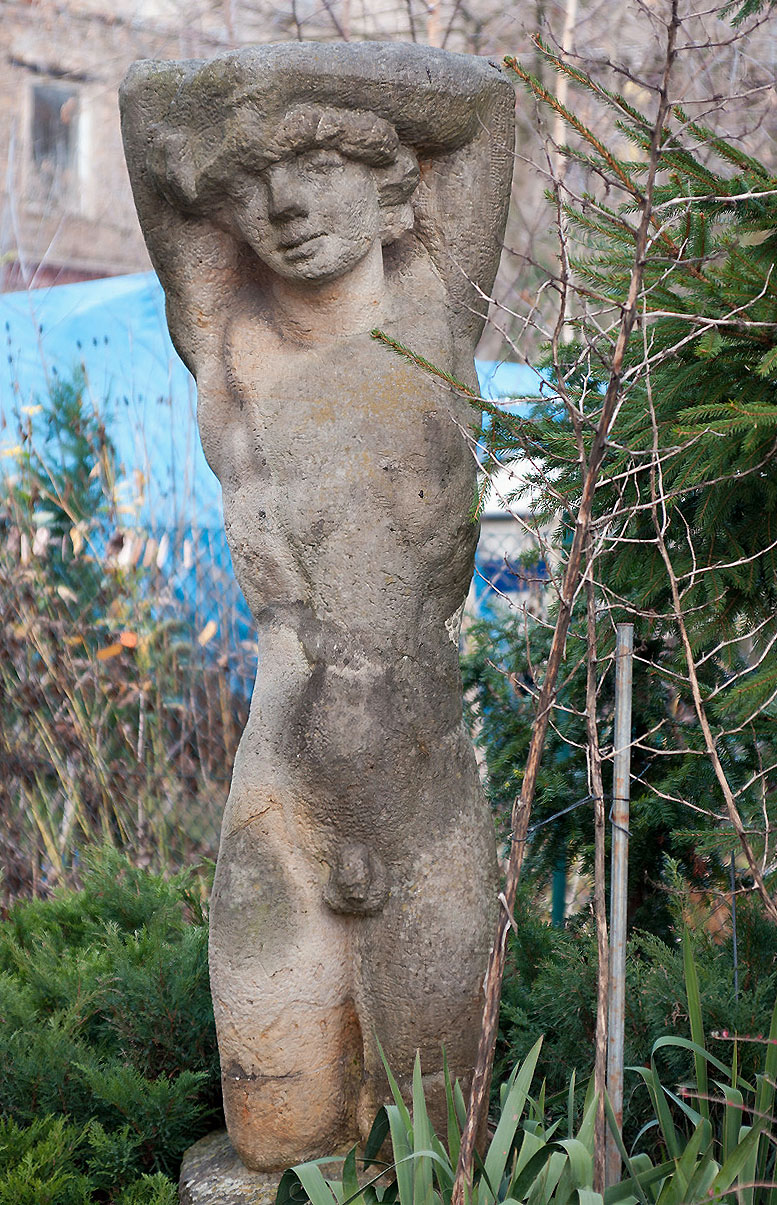
Der Knabe, 1986, Gartencenter Fürstenwalder Allee Berlin-Rahnsdorf
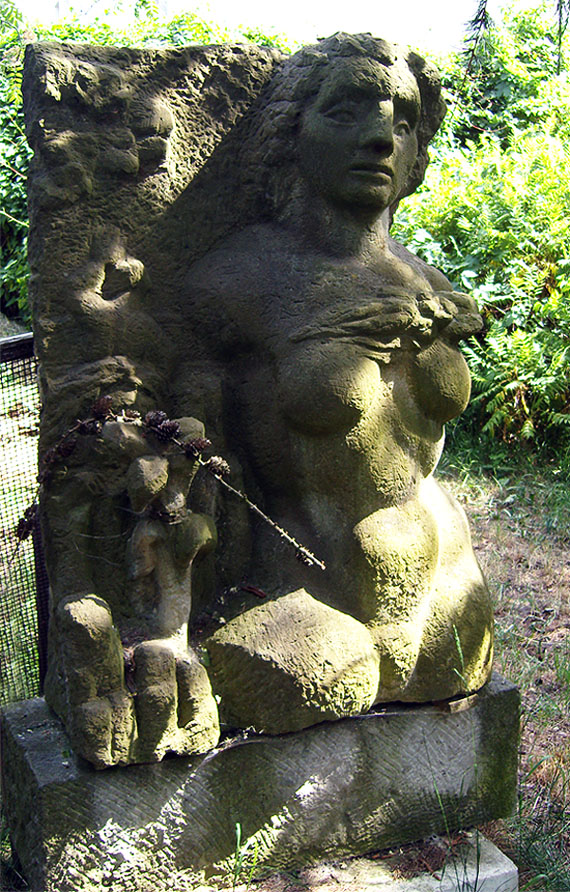
Werden, 1987, Garten der Künstlerin Berlin-Rahnsdorf
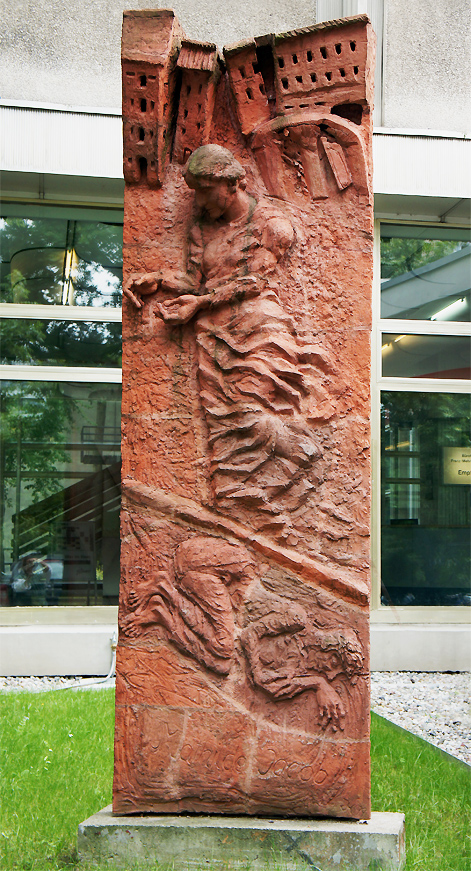
Gedenken an Mathilde Jakob, 1998, Franz-Mehring-Platz Berlin-Friedrichshain